# Mésinges
Mésinges (ou Mézinge) est une ancienne commune du duché de Savoie, devenu un hameau de la commune d'Allinges, lors de la Restauration sarde. 

## Géographie
Mésinges est un hameau située sur la commune d'Allinges, dans département de la Haute-Savoie, en région Auvergne-Rhône-Alpes.
Le village se situe dans le Chablais savoyard, aux abords du lac Léman, au sud-ouest de Thonon-les-Bains.

## Toponyme
Nom d'origine burgonde, dérivant probablement de *Miesingus, d'un germanique *meusa, musa désignant un lieu marécageux, «où pousse la mousse »,.
Le village ou la paroisse sont mentionnés au XIIIe siècle sous les formes Meizinio (1248), Mesingis (1294), Mecingis (1298),. Le Régeste genevois mentionne l'ancienne paroisse sous les formes Messinges ou Mezinges, ainsi que Mecingium.
On trouve Messinge et Mezinges, durant les périodes révolutionnaire et impériale (1793, 1810),.

## Histoire
Un document, daté de l'année 1299, mentionne la paroisse et la production de vin.
Au Moyen Âge, la paroisse relève de la châtellenie d'Allinges-Neuf, dont le centre se trouve au château d'Allinges-Neuf, puis à Thonon. Elle figure dans le compte de régale de 1314 et compte alors dix-sept feux, hors éventuels privilégiés (nobles et ecclésiastiques).
La commune est unie à celle d'Allinges, lors de la Restauration sarde,, en 1817.

## Démographie
| 1756       | 1776        | 1806 |
| ---------- | ----------- | ---- |
| 92 adultes | 139 adultes | 171  |